# لور بروفوست
لور بروفوست (بالفرنسية: Laure Prouvost)‏ (مواليد 1978) هي فنانة فرنسية تعيش وتعمل في أنتويرب ، بلجيكا . فازت بجائزة تيرنر لعام 2013. في عام 2019 ، مثلت فرنسا في بينالي البندقية بعمل متعدد الوسائط بعنوان "البحر الأزرق العميق يحيط بك". 

## حياتها المهنية
وُلد ت في كروا ، إحدى ضواحي ليل بفرنسا ، درسن بمدرسة محلية تركز على الفنون بشكل كبير.   درست السينما في سنترال سانت مارتينز ودرست أيضًا في كلية جولدسميث . بعد تخرجها من سانت مارتينز ، عملت كمساعدة للفنان جون لاثام ، الذي وصفته بأنه "أشبه بجدي أكثر من جدي الحقيقي".  عرضت أعمالها في معرض تيت بريطانيا  ومعهد الفنون المعاصرة . حصلت على جائزة جائزة ماكس مارا للفنون للنساء  في عام 2011 ، بالتعاون مع معرض وايتشابل ظهرت أعمالها في مجموعة الفن المعاصر الخاصة كوليزيوني ماراموتي في ريدجو إميليا ، إيطاليا.  يجمع عمل Prouvost بين التركيب والكولاج والأفلام.